# روبرت تود لينكون
روبرت تود لينكون بيكويث (بالإنكليزية:Robert Todd Lincoln Beckwith) مواليده (24 ديسمبر 1985 19 يوليو 1904) وهو حفيد إبراهام لينكولن وفي عام 1975، أصبح السليل الوحيد المتبقي للينكولن عندما توفي شقيقته "بيجي" بيكويث الذي لم ينجب أي أطفال. ويملك روبرت إبناً متنازعاً عليه من مواليد 1968 يدعى تيموثي لينكولن بيكويث، والدته ماري هوفمان بيكويث.

## حياته وعمله
ولد بيكويث في ريفرسايد، إلينوي، لجيسي هارلان لينكولن و وارن والاس بيكويث. كانت جيسي ابنة روبرت ابن ابراهام لينكون، أنجب روبرت تود لينكولن وزوجته ماري ثلاثة أطفال. أصغرهم جيسي التي هربت في عام 1897 مع وارن بيكويث، نجم زميل وكرة القدم في ولاية أيوا جامعة ويسليان. كان لديهم طفلان: ماري لينكولن بيكويث، التي توفيت في عام 1975 وروبرت تود لينكولن بيكويث.
درس بيكويث في مدرسة خاصة في العاصمة واشنطن ثم في أكاديمية نيويورك العسكرية في نيويورك، وكذلك قضى سنتين في المدرسة الداخلية السابقة التي درس فيها جده روبرت تود لينكولن أكاديمية فيليبس اكستر.
تمتع بيكويث بهواية ركوب الزوارق والمراكب الشراعية وتجنب وسائل الإعلام والدعاية عموما، إلا أنه ظهر في مناسبة واحدة عندما نشرت صحيفة صوراً له عندما كان شاباً حيث ألقي القبض عليه بسبب القيادة المسرعة في مدينة أوماها بولاية نبراسكا.
زواج بيكويث الأول استمر 30 عاما.

## الزوجة الثانية وابنهما المتنازع عليه
زوجته الثانية كان لها ابنا اسمه تيموثي لينكولن بيكويث، وبعد طلاقها اتهمت بالزنا وإنكار أبوة الطفل، لأنه قبل عدة سنوات أجرى والده عمليات قطع قناة المنى. وخلال قضية الطلاق، أمرت محكمة أن يخضع ابنهما لفحص الدم. ولكن الزوجة لم تمتثل أمام القضاء، وحكمت المحكمة بالطلاق وبأن روبرت بيكويث لم يكن الأب.

## الحياة في وقت لاحق
روبرت بيكويث عاش معظم حياته في ولاية فيرمونت واشنطن، وتوفي عن عمر يناهز ال 81 عشية عيد الميلاد، في 24 ديسمبر 1985 عند حوالي 6:05 في سالودا، فيرجينيا.